# Alexandria Mills
Pour les articles homonymes, voir Mills.
Alexandria Mills, née le 26 février 1992 à Louisville, est un mannequin américain élue Miss Monde 2010 le 30 octobre 2010 à Sanya, en Chine.

## Biographie
Alexandria Mills obtient son diplôme de l'école secondaire avant de rentrer dans la competition Miss Monde, son ambition était de devenir institutrice. Elle est mannequin chez Elite.
Le 30 octobre 2010, elle est élue Miss Monde. Elle succède à la Britannique originaire de Gibraltar Kaiane Aldorino, Miss Monde 2009.